# Renauld I de Nevers
Renauld I (d. 29 mai 1040) a fost conte de Nevers de la anul 1028 până la moarte.

## Familia
Renauld a fost fiul lui Landerich de Monceau cu Matilda de Mâcon.

### Căsătoria
El a fost căsătorit cu Hedwiga (sau Advisa) de Franța la 25 ianuarie 1016, fiică a regelui Robert al II-lea al Franței cu Constanța de Arles.

### Copii
- Guillaume (n. cca. 1030–1083/1097), care a succedat la conducerea comitatului
- Henric (d. 1067)
- Guy (d. 1067)
- Robert (n. cca. 1035–d. 1098), baron de Craon
- Adelaida